# Nicolás Reveles

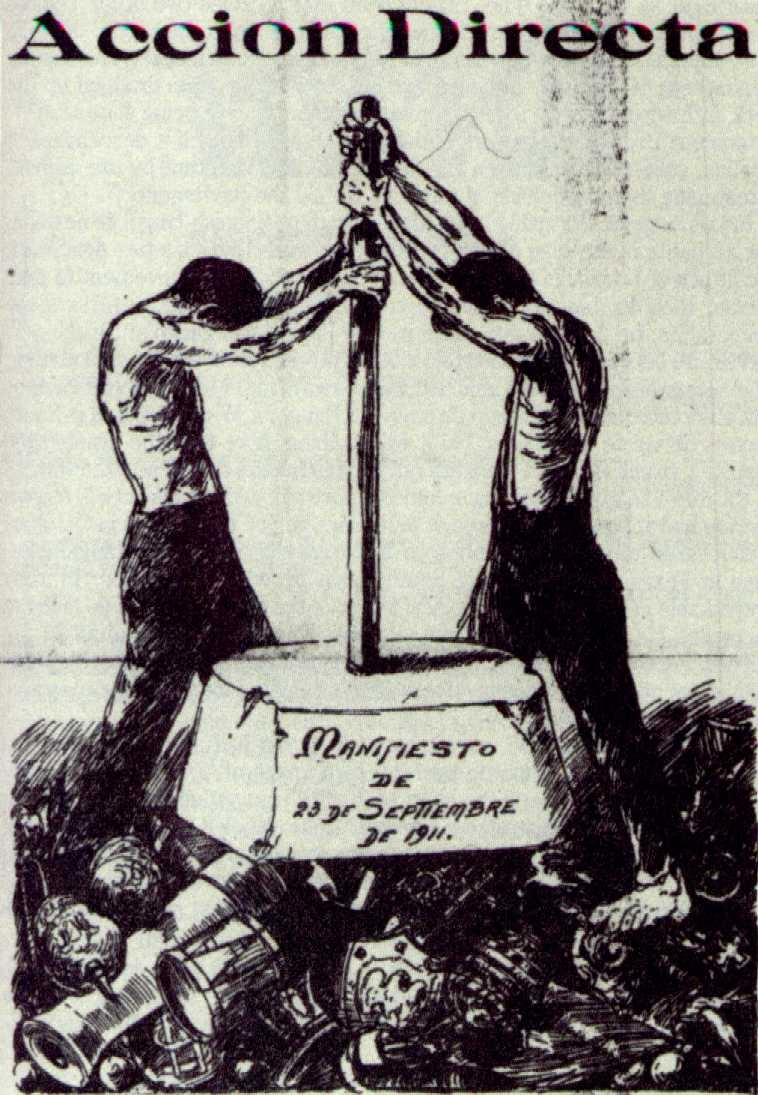
Acción Directa, grabado de Nicolás Reveles referente al manifiesto del 23 de septiembre de 1911, 1915.

Nicolás Reveles (¿?- Zacatecas, 1947) fue un grabador e ilustrador anarquista mexicano radicado en Los Ángeles, California.
Colaboró con los anarquistas de la Junta Organizadora del Partido Liberal Mexicano radicada en Los Ángeles. El semanario Regeneración publicó en su portada 10 de sus grabados entre el 9 de octubre y el 11 de diciembre de 1915. El grabado de Reveles que debió aparecer el 18 de diciembre, según un aviso de Enrique Flores Magón, no fue publicado por falta de dinero para pagar el fotograbado de la placa de impresión y el 15 de enero de 1916, vuelve a escribir que han recibido otros tres grabados cedidos por Reveles; los cuales no consiguen publicar en Regeneración por falta de fondos.
Un último grabado de Nicolás Reveles fue publicado el 29 de abril de 1916 que alude la detención de los Flores Magón por la policía de Los Ángeles en febrero de ese año.
En el cuento La libertad burguesa publicado en 1916, Ricardo Flores Magón se refiere a la obra de Reveles: 

Al frente del periódico se admira un dibujo de Nicolás Reveles, el artista ácrata, modesto, talentoso, rectilíneo en sus concepciones porque no se aparta del ideal anarquista. La hoja pasa de mano en mano, admirando todos la inspiración de Reveles.

Diseñó la escenografía de la obra de teatro "Tierra y Libertad", escrita por Ricardo Flores Magón  y representada en  1916. Reveles pintó los decorados "Camino a través del bosque", "Campo de labranza", "Interior de un jacal", "Dos calabozos de cárcel", "Campo a orillas de un caserío", "Despacho de un gran personaje" y "Lugar montañoso". Además, por trabajar en una casa proveedora de utilería teatral, consiguió, el vestuario para la obra a un precio módico.
También ilustró "Verdugos y víctimas", otro drama escrito en 1918 por Flores Magón.

## Obra gráfica
La obra gráfica de Reveles que se publicó en Regeneración estuvo acompañada de breves comentarios, descripciones e incluso pequeños relatos y diálogos, al pie.
- El Triunfo de la Revolución, 9 de octubre de 1915. Los trabajadores han dado muerte al sistema capitalista a través de la expropiación de la tierra y los medios de producción. La humanidad antes dividida en clases sociales ahora se une en un abrazo fraterno, un niño sacia su hambre con una pieza de pan y una mujer joven, que representa a la revolución social, ofrece al sistema vencido (Autoridad, Clero y Capital) las herramientas de trabajo, en señal de que en adelante si quiere comer, tendrá que trabajar.[5]

- Acción Directa, (véase Acción directa) 16 de octubre de 1915. Dos trabajadores levantan un basamento con una inscripción del manifiesto del 23 de septiembre de 1911 para aplastar una masa de objetos que representan en sistema capitalista en señal de que la emancipación de los trabajadores debe ser obra de los trabajadores mismos.[6]

- En Nombre de la Patria, 23 de octubre de 1915. Los trabajadores de un país combaten contra trabajadores de otro creyendo que defienden la patria cuando en realidad aseguran los intereses de los capitalistas, que son los que provocan las guerras para dominar industrial y comercialmente a otras naciones. En el suelo yacen trabajadores muertos mientras en el centro resplandece el Dios Capital.[7]

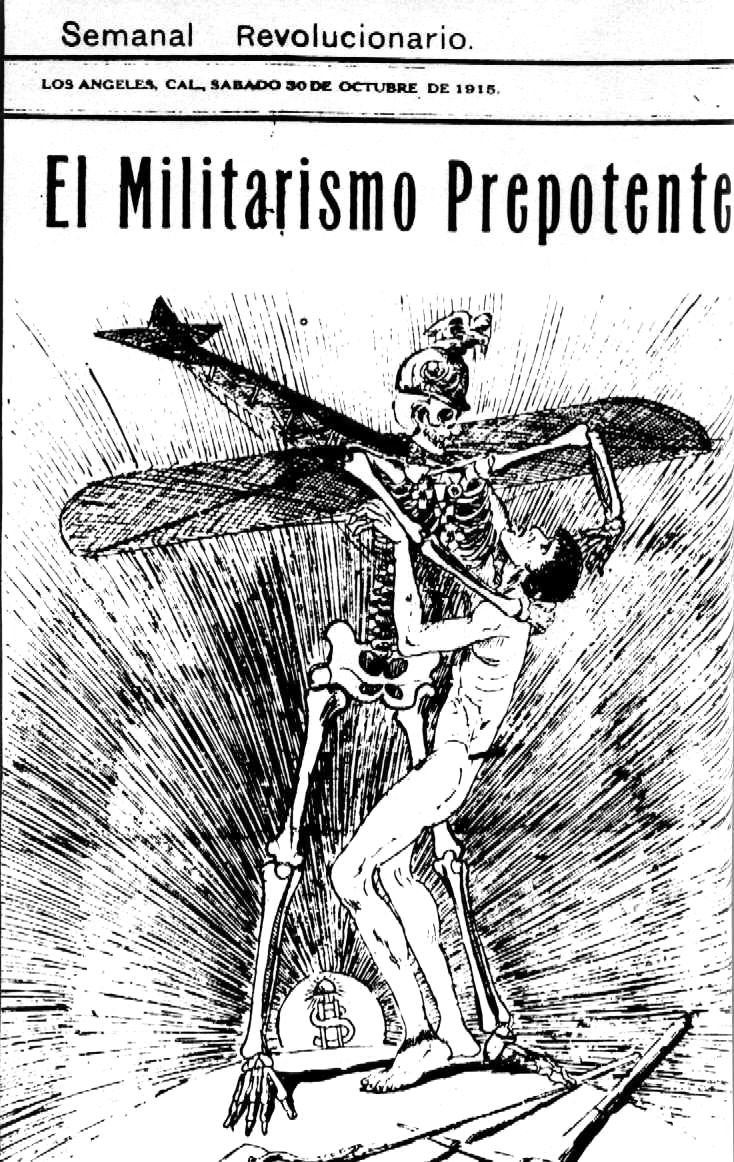
El Militarismo Prepotente.

- El Militarismo Prepotente, 30 de octubre de 1915. Una muerte alada, con el fuselaje de un avión, que representa el militarismo, ha despojado a un trabajador de sus herramientas y su ropa para llevarlo a la guerra para que defienda los intereses de la patria, alumbrado por el sol espantoso del dinero. En esa época se desarrollaba la Primera Guerra Mundial en Europa.[8]

- ¡Imposible! ¡Imposible!, 6 de noviembre de 1915. Una joven con aspiraciones burguesas desprecia el amor de un joven proletario. El joven inclina la cabeza y sueña con una nueva sociedad de iguales, por la que dará sus energías.[9]

- El Azote del Débil, 13 de noviembre de 1915. La Autoridad (el Gobierno), representada por un centauro militar, aplasta a su paso a niños que representan a los pobres. La Ley, que monta sobre la Autoridad, apoya la injusticia.[10]

- Todo por la Patria, 20 de noviembre de 1915. Un burgués exige a un trabajador se prepare para ir a la guerra y defender la patria, el trabajador que solo pide trabajar, y al que se aferra su hijo hambriento, se niega y prefiere luchar con sus compañeros para destruir el dinero y dejar la riqueza en manos de los que trabajan. Entonces la muerte no puede alcanzar al trabajador.[11]

- La Ley contra el Derecho de Vivir, 27 de noviembre de 1915. Una familia ha resuelto robar en un huerto privado para no morir de hambre, antes que aceptar por caridad los frutos de su propio trabajo. Sin embargo el Gobierno vigila que no se transgreda la propiedad privada.[12]

- El Genio Aprisionado, 4 de diciembre de 1915. La Ciencia, el Arte y la Filosofía meditan sobre el dinero que todo aprisiona y corrompe en su telaraña. Meditan y su meditación es augurio de lucha, cuando levanten la cabeza el monstruo del capital desaparecerá.[13]

- Los Zánganos, 11 de diciembre de 1915. Insectos sucumben atraídos por la luz de una lámpara que representa al Gobierno, el Clero y el Capital. A diferencia de los comentarios que acompañaron las anteriores estampas, que describen lo que aparece en la imagen, el de ésta más bien se refiere una comparación entre los humanos y las abejas. Los burgueses son como los zánganos de la colmena, pero a diferencia de las abejas que matan a los zánganos; los trabajadores humanos permiten que los zánganos burgueses se aprovechen de su trabajo.[14]

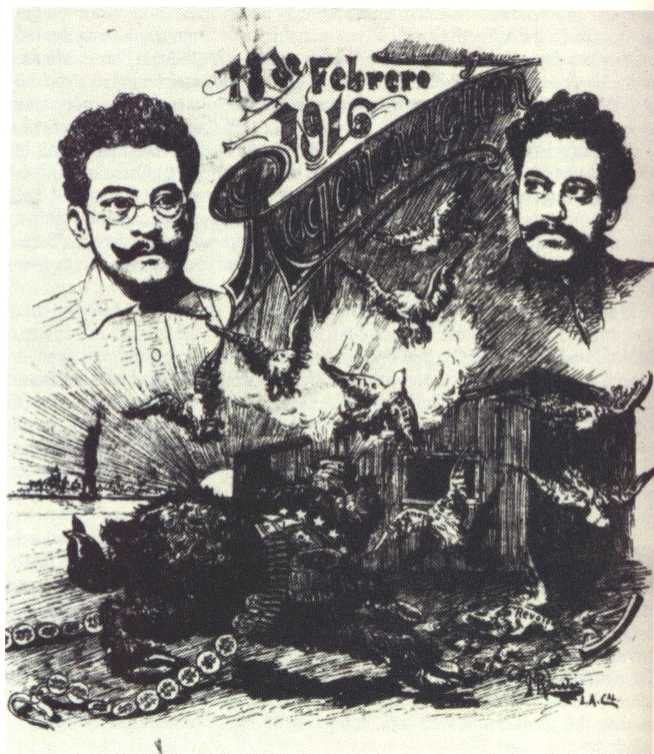
Hermanos Flores Magón.

- 18 de febrero de 1916 Regeneración. Un último grabado solitario de Nicolás Reveles apreció en Regeneración el 29 de abril de 1916, muestra los retratos de Ricardo y Enrique Flores Magón, detenidos el 18 de febrero de 1916 en su casa de Edendale por la policía de Los Ángeles, California acusados de difamar a Venustiano Carranza, entonces Presidente de México, en un artículo publicado en Regeneración a finales de 1915. La detención de los editores del periódico suponía un ataque a la prensa revolucionaria, como se aprecia en la parte baja del grabado, un perro militar estadounidense encadenado con dinero ataca a unas palomas que representan la prensa anarquista de aquella época, aparecen los nombres de "Regeneración", del PLM; "Revolución" editado también por el PLM y desaparecido en 1908, yace muerto en el suelo; "The Blast" de Alexander Berkman; "Mother Earth" de Emma Goldman y Alexander Berkman; "The Alarm", "Redención", "Voluntad" y "Reivinicación". Al fondo se distingue la silueta de la Estatua de la Libertad.[15]